# Остиано
Остиано (итал. Ostiano) — коммуна в Италии, располагается в регионе Ломбардия, в провинции Кремона.
Население составляет 3016 человек (2008 г.), плотность населения составляет 159 чел./км². Занимает площадь 19 км². Почтовый индекс — 26032. Телефонный код — 0372.

## Демография
Динамика населения:

## Администрация коммуны
- Официальный сайт: http://www.comune.ostiano.cr.it/ Архивная копия от 8 апреля 2009 на Wayback Machine